# Diecezja Buta
Diecezja Buta (łac. Diœcesis Butana) – diecezja rzymskokatolicka  w Demokratycznej Republice Konga. Powstała w 1898 jako prefektura apostolska Uele. Przemianowana w 1911 na prefekturę Zachodniego Uele, podniesiona w 1924 do rangi wikariatu apostolskiego - od 1926 pod nazwą wikariat Buta. Diecezja od 1959.

## Główne świątynie
- Katedra: Katedra św. Józefa w Bucie

## Biskupi diecezjalni
- Georges Désiré Raeymaeckers (1959–1960)
- Jacques Mbali (1961–1996)
- Joseph Banga (1996–2021)
- Martin Banga Ayanyaki ((od 2024)